# Valpelline (vallée)
Pour l’article homonyme, voir Valpelline.
Le Valpelline est une vallée latérale de la Vallée d'Aoste, située au nord d'Aoste. Il s'étend de la vallée du Grand-Saint-Bernard jusqu'à Gignod et jouxte le Valais au col Collon.
Cette vallée se situe au pied du Grand Combin, même si ce dernier se trouve entièrement en territoire suisse.

## Géographie

### Sommets principaux
- Dent d'Hérens (4 171 m)
- Pointe Marguerite (3 905 m)
- Les Jumeaux (3 875 m)
- Dents des Bouquetins (3 838 m)
- Tête de Valpelline (3 798 m)
- Mont Vélan (3 734 m)
- Tête Blanche (3 724 m)
- La Singla (3 714 m)
- Mont Brûlé (3 591 m)
- Grande tête de By (3 587 m)
- Aouille Tseuque (3 553 m)
- Bec d'Épicoune (3 531 m)
- Mont Gelé (3 519 m)
- Pic de Luseney (3 504 m)

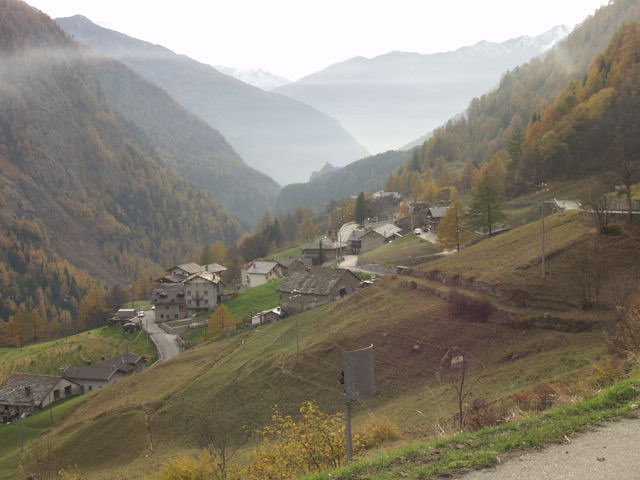
Vue du val de Bionaz.
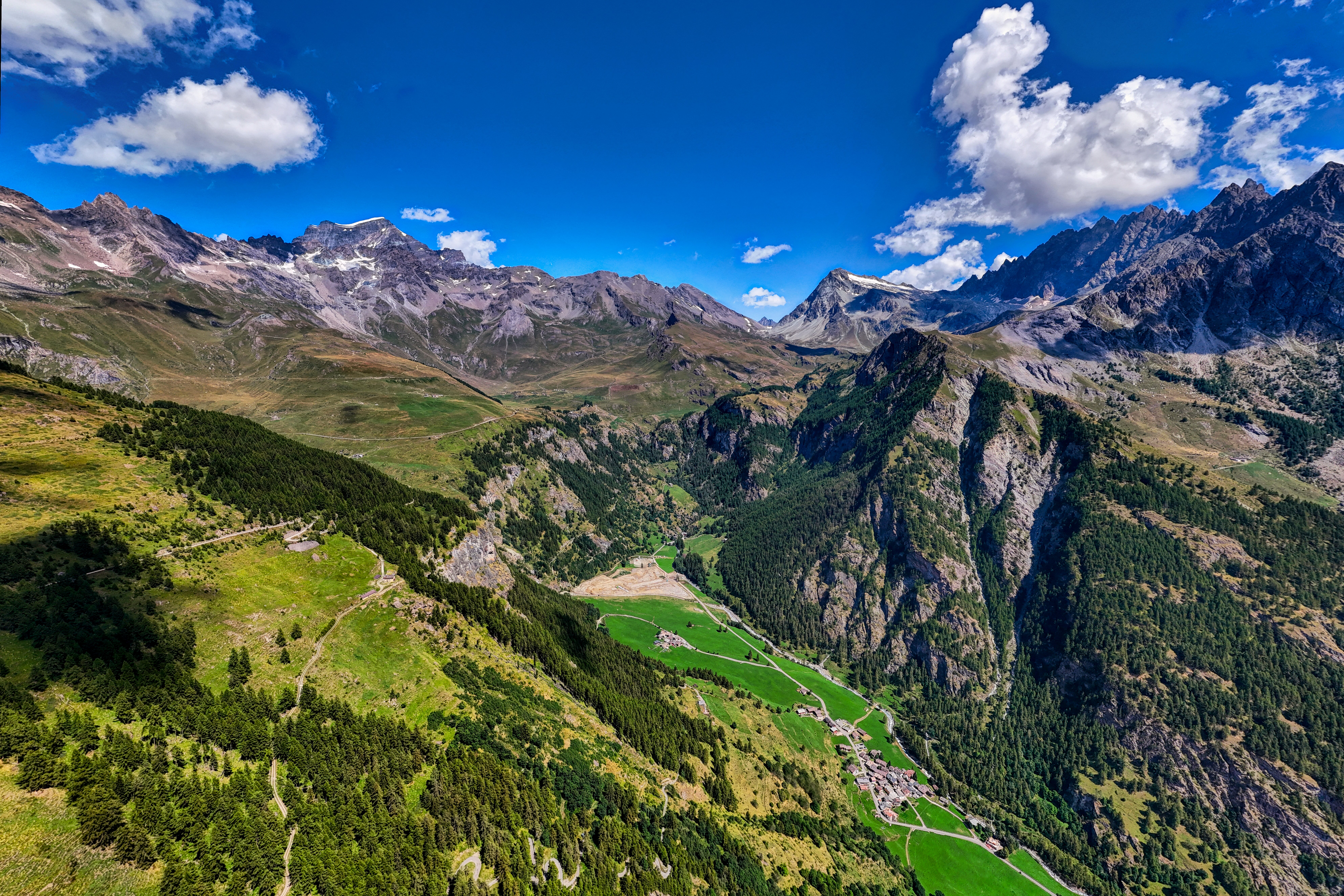
Le haut vallon d'Ollomont.
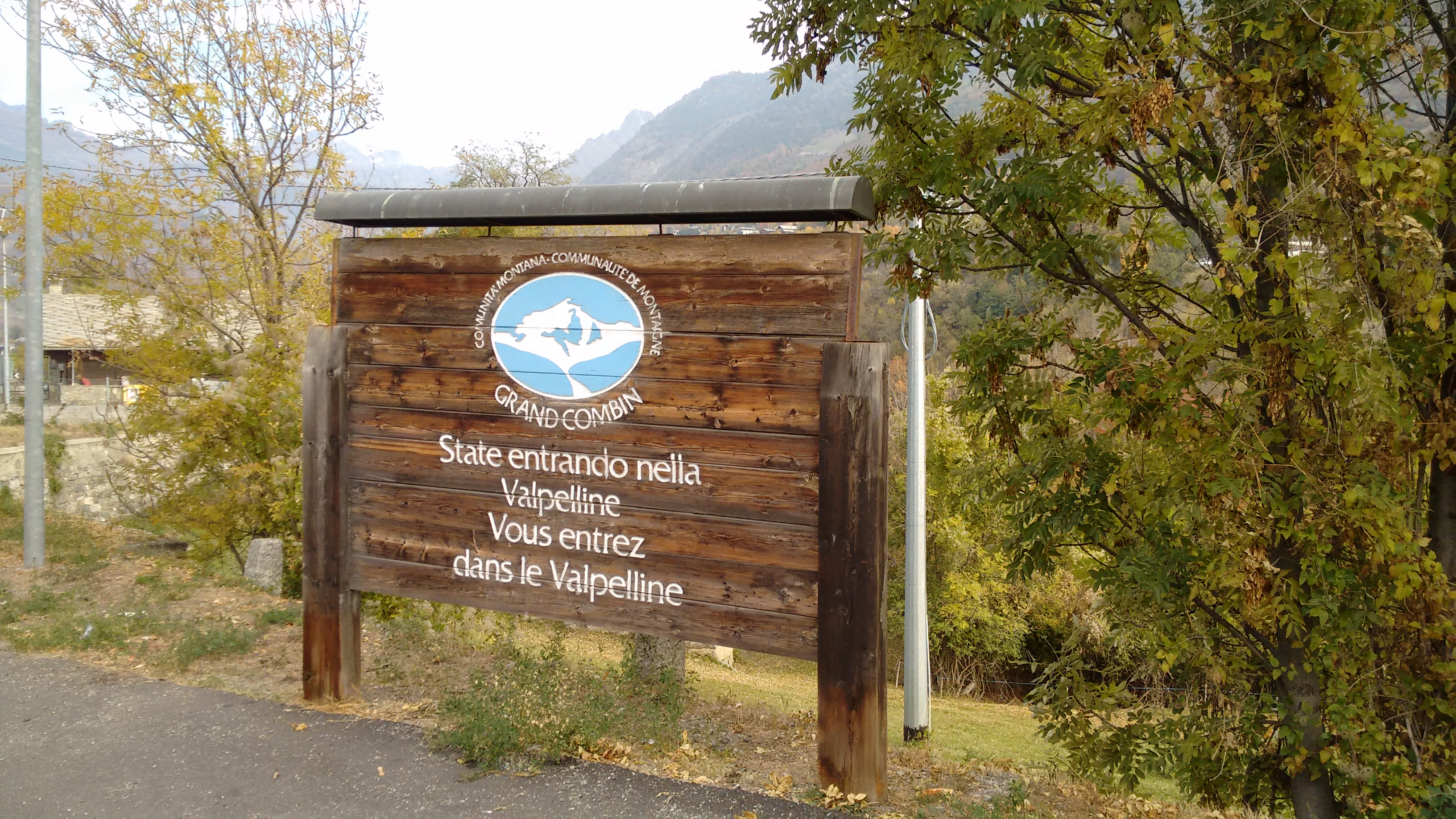
Panneau à l'entrée du Valpelline, près de Chez-Roncoz (Gignod).
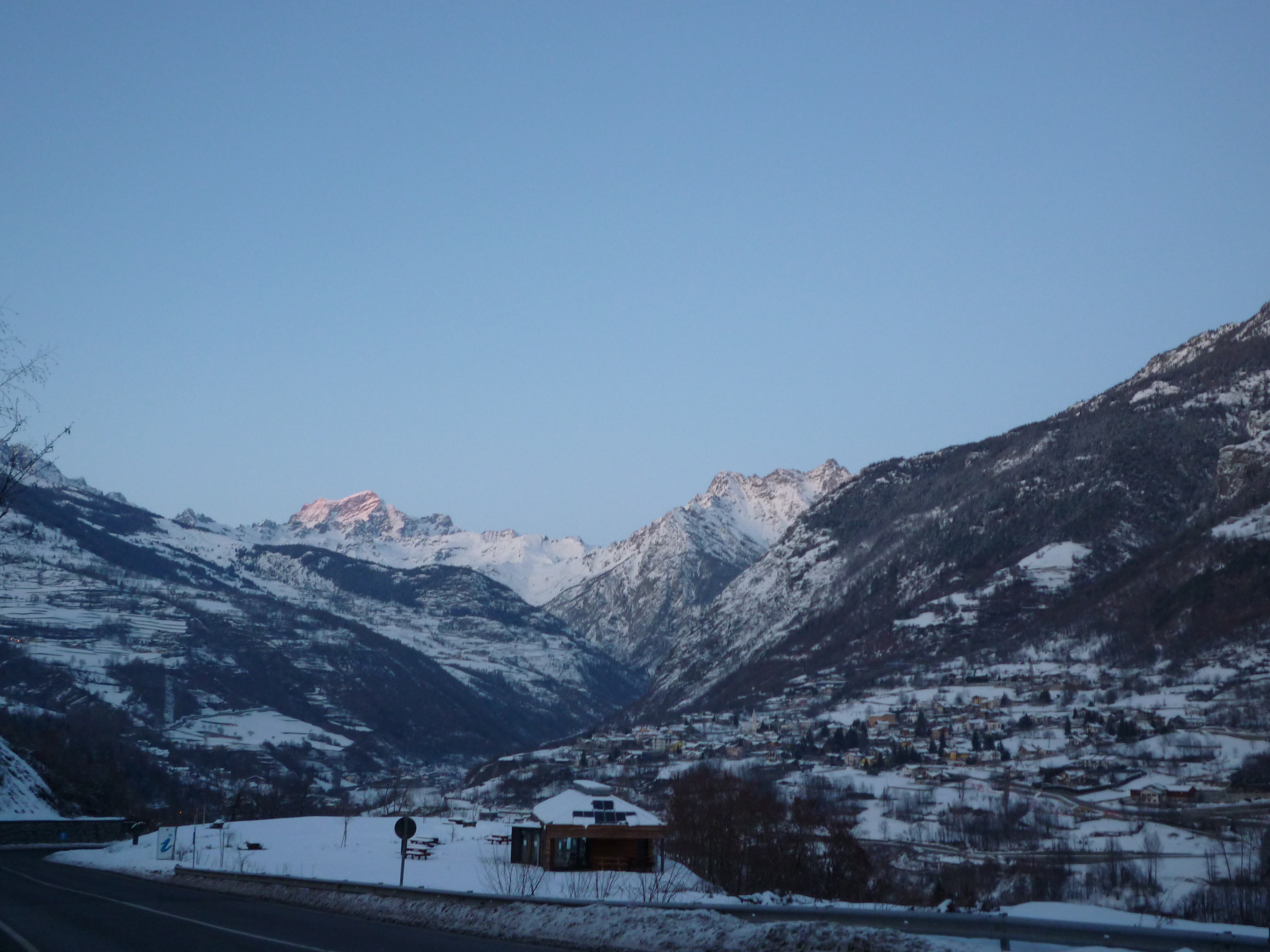
Le haut Valpelline vu depuis Gignod. Au fond, le Grand Combin.

### Cours d'eau
Le Buthier est le cours d'eau principal du Valpelline. Il naît du glacier du Tsa de Tsan et du glacier des Grandes-Murailles. Il se jette dans la Doire Baltée au niveau d'Aoste.

### Lacs
Le Buthier forme le lac artificiel de Place-Moulin, à 1 950 mètres d'altitude.

### Cols
Les principaux cols sont :
- le col de Valpelline, à 3 562 mètres, vers la vallée de Zermatt ;
- le col d'Oren, à 3 242 mètres, vers le val de Bagnes ;
- le col Collon, à 3 068 mètres, vers le val d'Hérens ;
- le col de Valcornéraz, à 3 066 mètres, vers le Valtournenche ;
- le col de Crête sèche, à 2 888 mètres, vers le val de Bagnes ;
- la fenêtre de Durand, à 2 803 mètres, vers le val de Bagnes ;
- le col de Vessonaz, à 2 794 mètres, vers le vallon de Saint-Barthélemy.

### Communes
Les communes valpellinoises sont au nombre de six :
- Bionaz ;
- Doues ;
- Ollomont ;
- Oyace ;
- Roisan ;
- Valpelline.

### Climat
Le Valpelline fait partie de la Combe froide, région au climat particulièrement très rigide.

## Histoire
L'histoire du Valpelline est liée à celle du Valais. Au Moyen Âge, il appartenait aux seigneurs de Quart, qui l'inféodèrent aux nobles locaux, les seigneurs de la Tour de Valpelline (aussi la Tour des Prés). Après l'extinction de la maison de Quart en 1377, le val passa à la maison de Savoie. Il fut confié aux Perron de Saint-Martin, une famille piémontaise, pour l'exploitation des mines d'Ollomont.
L'accès au Valpelline a toujours été assez difficile. La commune de Bionaz n'a été reliée à Aoste par un chemin carrossable qu'en 1953.

## Activités

### Randonnée

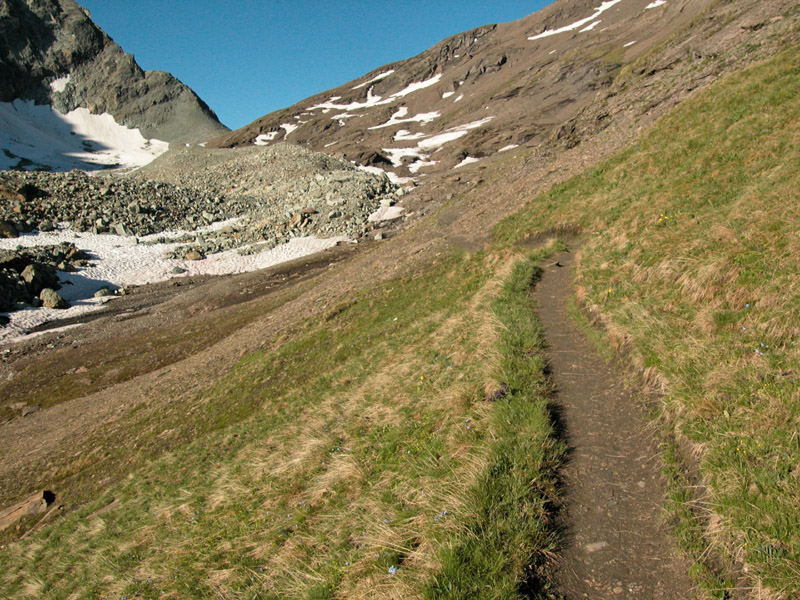
Le sentier qui conduit à la Fenêtre de Durand.

Les refuges présents dans cette vallée sont :
- le refuge Franco Chiarella à l'Amianthé - 2 979 mètres ;
- le refuge Champillon - 2 835 mètres ;
- le refuge Aoste - 2 781 mètres ;
- le refuge Nacamuli au col Collon - 2 818 mètres ;
- le refuge Crête Sèche - 2 398 mètres ;
- le refuge Prarayer - 2 005 mètres ;
- le refuge Pirelli Cippo - 3 831 mètres ;
- le refuge Musso - 3 664 mètres ;
- le refuge Paoluccio - 3 572 mètres ;
- le refuge Tête des Roéses - 3 200 mètres ;
- le bivouac de la Sassa - 2 979 mètres ;
- le bivouac Nino Regondi - 2 650 mètres ;
- le bivouac Rosazza au Savoie - 2 650 mètres ;
- le bivouac Franco Spataro - 2 600 mètres ;
- le bivouac La Lliée - 2 422 mètres.

### Associations
Voir lien externe au fond de l'article.
À Étroubles se situe le siège de la Compagnie des guides du Valpelline, pour le territoire valdôtain du Grand Combin.

### Monuments touristiques
La paroisse Saint-Pantaléon à Valpelline est considérée comme l'une des plus anciennes de la vallée du Grand-Saint-Bernard. Elle fut citée pour la première fois en 1176, et les trois communes de Bionaz, Oyace et Ollomont en faisaient partie.
L'église actuelle a été bâtie en 1722, et elle est composée par trois chapelles : la chapelle Notre-Dame-des-Neiges réalisée par Vignettes en 1755, la chapelle Saint Roch réalisée par Semon en 1640 et la chapelle Sainte-Barbe réalisée par Thoules en 1633.
Le titulaire de la paroisse est Pantaléon de Nicomédie, considéré comme le protecteur de la bonne santé. Sa fête est le 27 juillet.

## Personnalités célèbres
- L'abbé Joseph-Marie Henry.
- Le poète rosson Mario Glassier, auteur de recueils de poèmes en patois valdôtain, tels que L'éteilla di bon berdzé (« l'étoile du bon berger »).